# Аргали
Аргалите (Platybelone) са род животни от семейство Зарганови (Belonidae).
Таксонът е описан за пръв път от Хенри Уийд Фаулър през 1919 година.

## Видове
- Platybelone argalus
- Platybelone lovii